# Шахта імені 17 Партз'їзду
ДВАТ «Шахта ім. 17 Партз'їзду». Входить до ДХК «Шахтарськантрацит».
Фактичний видобуток 1271/914 т/добу (1990/1999). У 2003 р. видобуто 14 тис.т вугілля.
Максимальна глибина 628/637 (1990/1999). Протяжність підземних виробок 59,5/60,1 км (1990/1999). Розробляє пласти k2
2, k3, k2 потужністю 0,75-1,02 м, кути падіння 2-19°.
Пласт k2 небезпечний за раптовими викидами з глибини 280 м, пласти k2
2, k3 загрозливі з глибини 150 м. Кількість очисних вибоїв 5/5, підготовчих 15/14 (1990/1999).
Кількість працюючих: 1987/1753 осіб, в тому числі підземних 1457/1258 осіб (1990/1999).
Адреса: 86220, вул. Радіщева, 7, м. Шахтарськ, Донецької обл.